# Wilhelm Brandenstein
Wilhelm Brandenstein (* 23. Oktober 1898 in Salzburg; † 1. Dezember 1967 in Graz) war ein österreichischer Sprachwissenschaftler und Alpinist.
Von 1941 bis 1967 war er Leiter des Instituts für vergleichende Sprachwissenschaften an der Universität Graz.
Er verfasste Werke über die altpersische und die altgriechische Sprache sowie über historische Fragen wie die Herkunft der Etrusker oder die Frage nach Platons Atlantis. In dieser Frage vertrat er aufgrund einer literarkritischen Untersuchung den Standpunkt, dass Atlantis keine Erfindung Platons sei, sondern eine historische Überlieferung. Seiner Meinung nach ging diese auf die minoische Kultur zurück. Mit seinen Überlegungen inspirierte er Massimo Pallottino zu seinem Artikel Atlantide.
Als Alpinist machte er sich vor allem um die Erschließung der Granatspitzgruppe verdient.

## Schriften (Auswahl)
- Die Herkunft der Etrusker, 1937.
- Frühgeschichte und Sprachwissenschaft, 1948.
- Einführung in die Phonetik und Phonologie, 1950.
- Atlantis – Größe und Untergang eines geheimnisvollen Inselreiches, Wien 1951.